# 2016年紅場閱兵

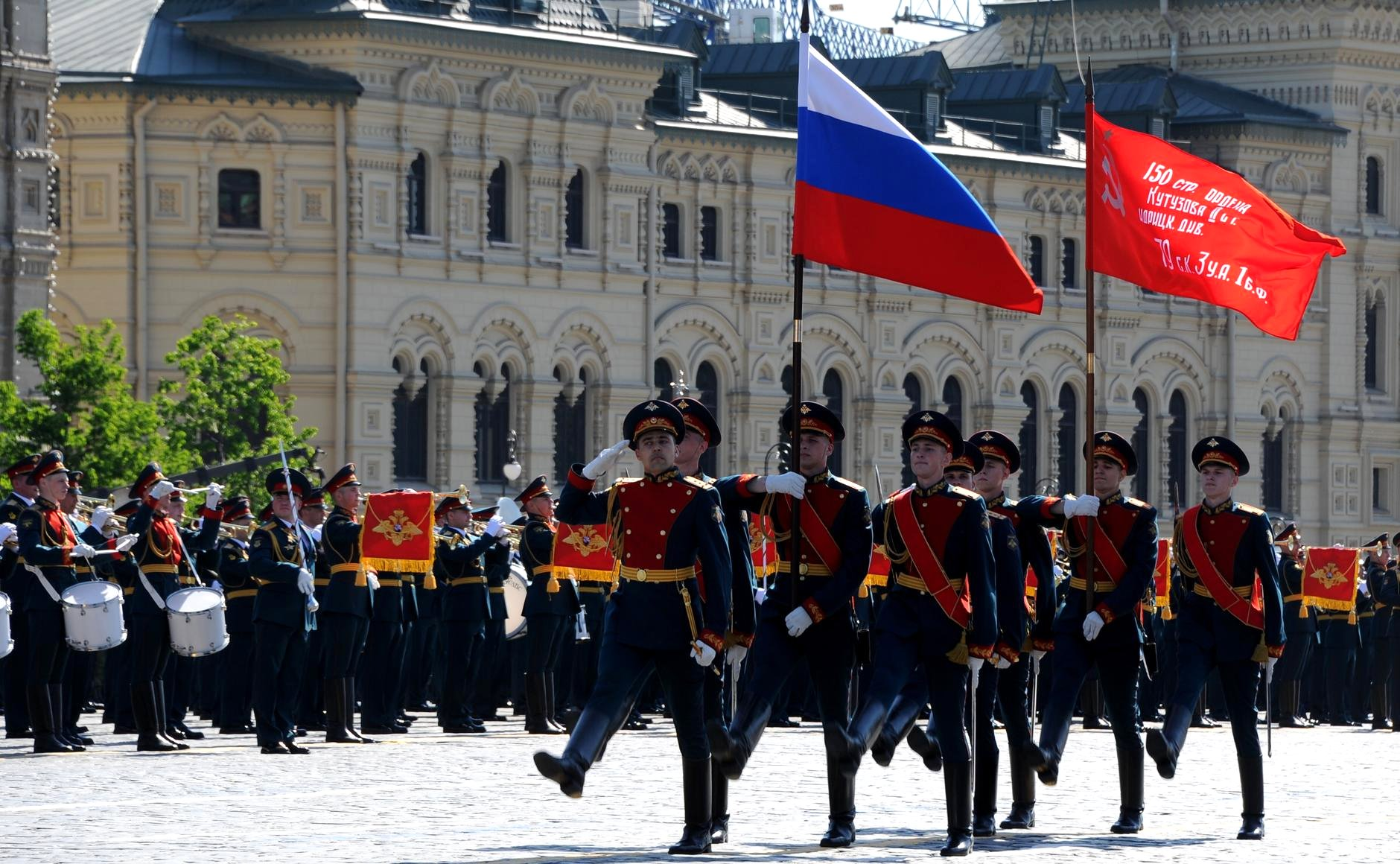
俄羅斯國旗與勝利旗在閱兵場上飄揚

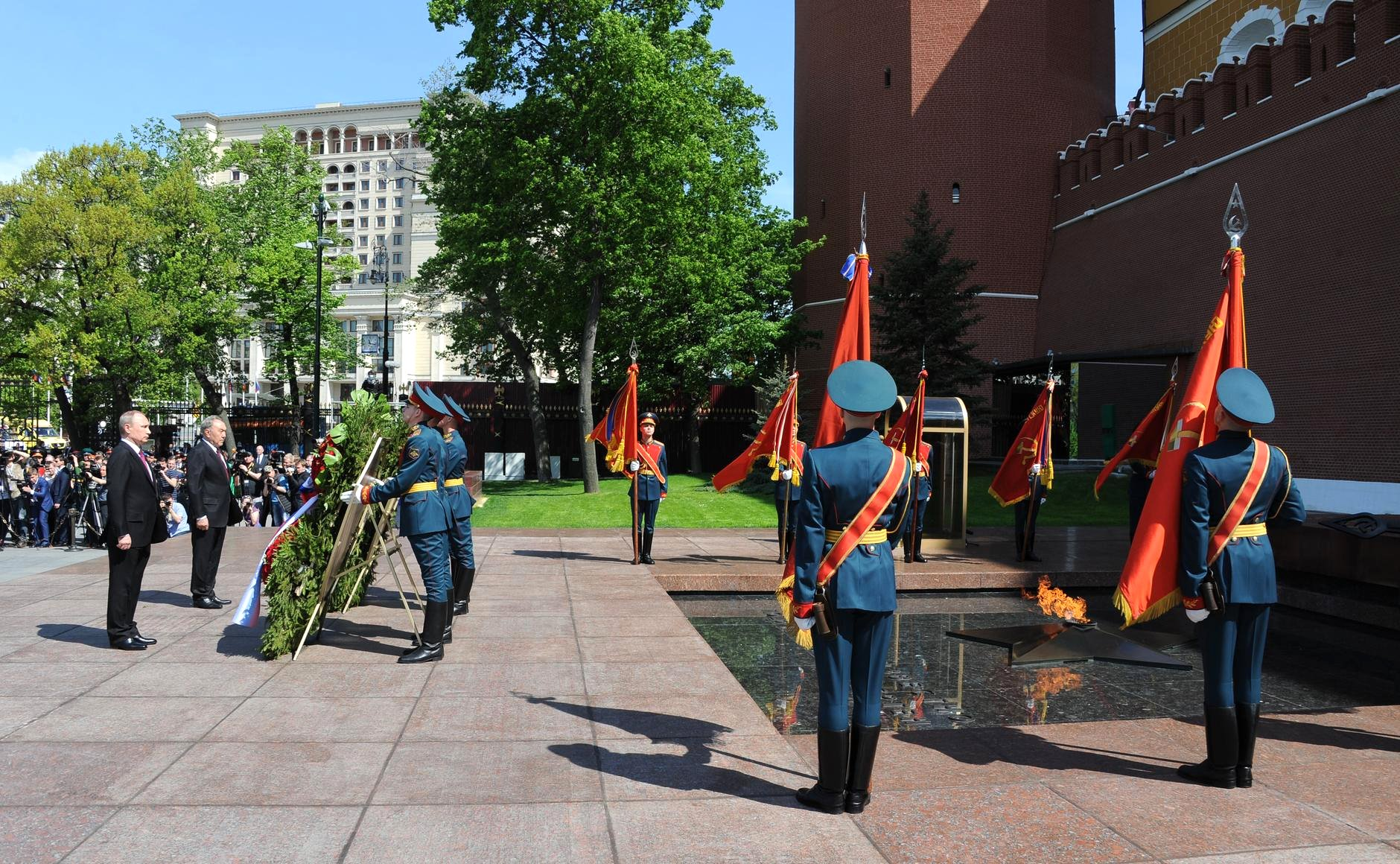
俄羅斯總統普丁向無名烈士墓敬獻花圈

2016年5月9日，俄羅斯为庆祝卫国战争胜利71周年在莫斯科紅場舉辦了2016年莫斯科勝利日阅兵。按照傳統，俄羅斯其餘26個主要城市也同步在這一天舉行閱兵，50個鄉鎮和城市也舉行了軍民聯合遊行。

## 受閱方陣有關資訊
- 阅兵首长：俄罗斯联邦国防部部长謝爾蓋·紹伊古大将
- 阅兵指挥官：俄罗斯联邦陆军总司令奥列格·萨留科夫（俄语：Салюков, Олег Леонидович）上将[1]

### 徒步方陣

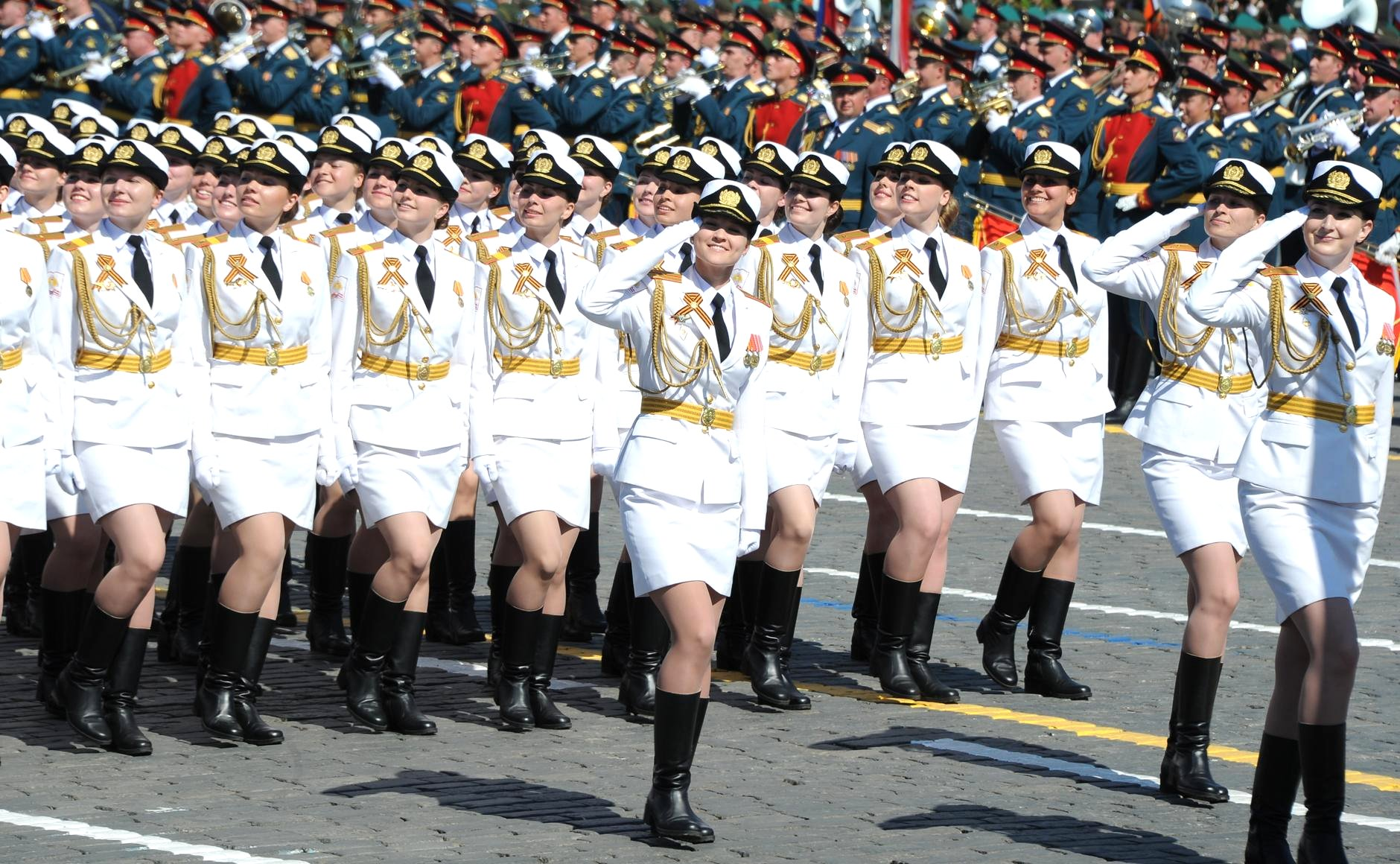
在接受檢閱的女兵方陣

### 軍樂團
1. 俄罗斯联邦武装力量联合军乐团，
2. 莫斯科军乐学校鼓乐团

### 曲目
出胜利旗，俄罗斯国旗
- 《神圣的战争》

检阅式
- 《庄严凯旋进行曲》
- 《近卫普列奥布拉任斯基进行曲》
- 《红军军校迎旗进行曲》
- 《战斗旗迎旗进行曲》
- 《近卫海军迎旗进行曲》
- 《迎旗进行曲》
- 《光荣属于祖国》

奏国歌（普京讲话后）
- 《俄罗斯，我们神圣的祖国》

徒步方阵分列式
- 《斯拉夫女人的告别》
- 《在无名高地上》
- 《哥萨克在柏林》
- 《莫斯科郊外的晚上》
- 《青色的头巾》
- 《喀秋莎》
- 《五月的莫斯科》
- 《阅兵场》
- 《去保卫和平》
- 《斯大林空军进行曲》
- 《因为我们是飞行员》
- 《传奇般的塞瓦斯托波尔》
- 《军舰是个大家庭》
- 《斯大林炮兵进行曲》
- 《宇航员进行曲》
- 《我们需要一场胜利》
- 《最后一战》
- 《为俄罗斯服务》
- 《歌唱动荡的青春》
- 《永恒的火》
- 《士兵叙事歌》
- 《出发》

地面装备方阵分列式
- 《三个坦克手》
- 《喀秋莎》（重复曲目）
- 《传奇般的塞瓦斯托波尔》（重复曲目）
- 《苏军之歌》
- 《苏维埃坦克进行曲》
- 《英雄》
- 《胜利》
- 《斯大林炮兵进行曲》（重复曲目）
- 《万岁，我们强大的祖国》

空中编队分列式
- 《斯大林空军进行曲》（重复曲目）
- 《因为我们是飞行员》（重复曲目）
- 《斯大林空军进行曲》（重复曲目）
- 《因为我们是飞行员》（重复曲目）
- 《斯大林空军进行曲》（重复曲目）
- 《我们是人民的军队》

闭幕
- 《胜利日》

### 空中編隊
1. 米-26重型運輸直升機
2. 米-17直昇機
3. 米-24武裝直升機
4. 米-28N武裝直升機
5. 米-35武裝直升機
6. Ka-52攻擊直升機
7. 喀山安薩特直升機
8. 米格-29戰鬥機
9. 蘇-24戰鬥轟炸機
10. 蘇-34戰鬥轟炸機
11. 蘇-27戰鬥轟炸機
12. 蘇-30戰鬥轟炸機
13. 蘇-35戰鬥轟炸機
14. 米格-31戰鬥機
15. 伊留申-76重型運輸機
16. 伊留申-78重型運輸機
17. 圖-22M戰略轟炸機
18. 圖-95戰略轟炸機
19. 圖-160海盜旗戰略轟炸機（首度亮相）[2]
20. Su-25攻擊機
21. An-124運輸機
22. An-22運輸機
23. 雅克-130戰鬥教練機

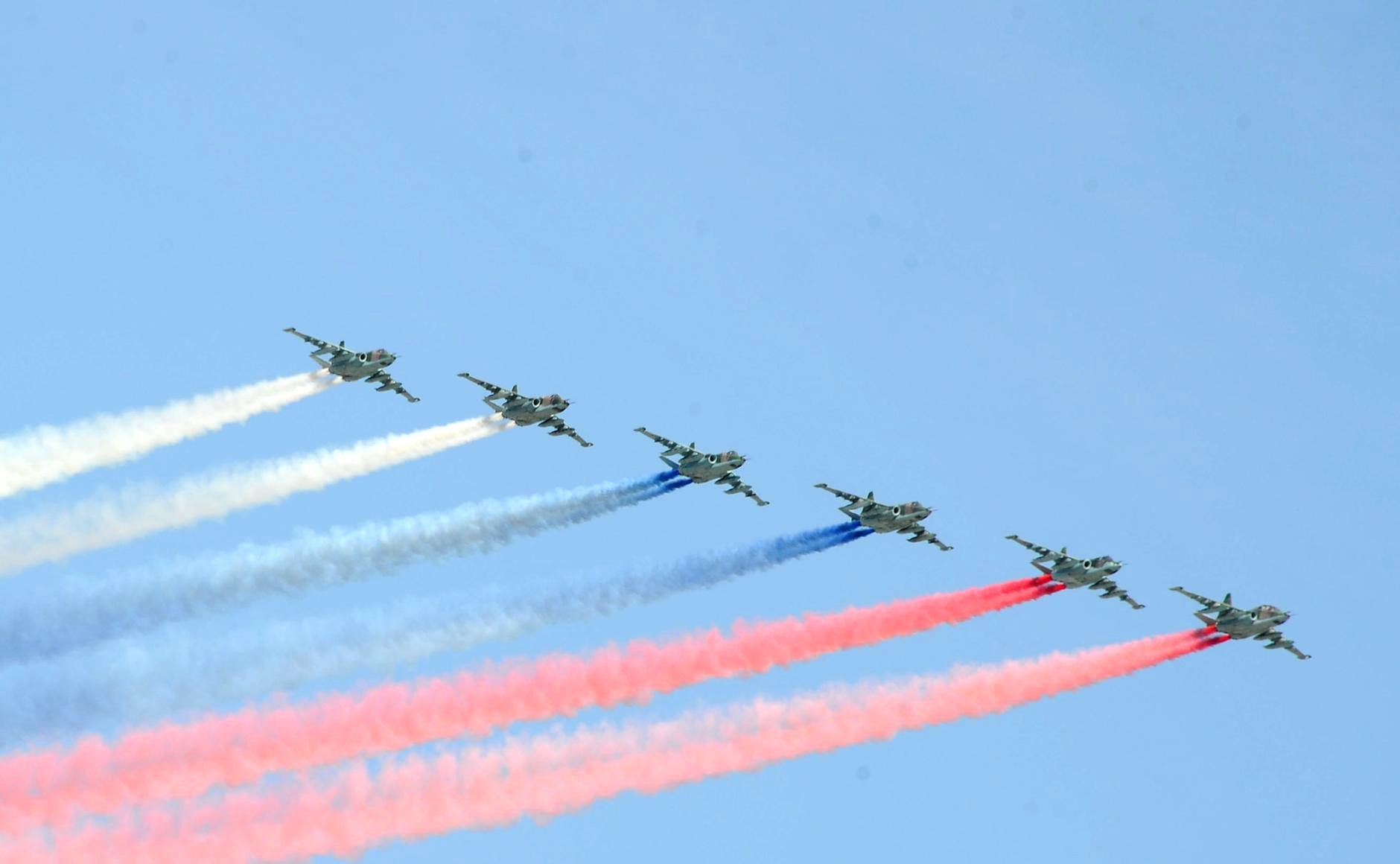
飛越紅場並接受檢閱的軍機

24. 蘇-27戰鬥機及米格-29戰鬥機]（來自俄羅斯勇士飛行表演隊及雨燕飛行表演隊）[3]